# Рауль Бортолетто
Рауль Бортолетто (італ. Raoul Bortoletto, 9 травня 1925, Тревізо — 4 січня 2003, Тревізо) — італійський футболіст, що грав на позиції півзахисника, зокрема за «Рому», а також національну збірну Італії. 

## Клубна кар'єра
Народився 9 травня 1925 року в місті Тревізо. Вихованець футбольної школи місцевого однойменного клубу. Дорослу футбольну кар'єру розпочав 1941 року в основній команді «Тревізо» у третьому італійському дивізіону. 
З відновленням повноцінних загальнонаціональних футбольних змагань у повоєнній Італії 1945 року продовжив виступи за «Тревізо», а вже наступного року був запрошений до вищолігової «Фіорентини», у якій протягом двох років був гравцем ротації. Згодом протягом 1948–1950 років грав у Серії B «Емполі», після чого перейшов до «Луккезе-Лібертас», в якому був основним гравцем иже на рівні Серії A.
1951 року приєднався до столичної «Рома», де став важливою складовою команди, яка в сезоні 1951/52 виграла турнір у Серії B, а згодом протягом чотирьох сезонів була серед лідерів найвищого дивізіону італійської першості.
Згодом протягом 1956—1957 років захищав кольори друголігового «Кальярі».

## Виступи за збірну
Навесні 1953 року провів свою єдину гру у складі національної збірної Італії — матч на Кубок Центральної Європи 1948—1953 проти угорців.

## Кар'єра тренера
Протягом 1962–1965 років тренував команду «Уніон Фельтре».
Помер 4 січня 2003 року на 78-му році життя в рідному Тревізо.
| Дата      | Місто | Господарі | Результат | Гості    | Турнір                             | Голи | Примітки |
| --------- | ----- | --------- | --------- | -------- | ---------------------------------- | ---- | -------- |
| 17-5-1953 | Рим   | Італія    | 0 – 3     | Угорщина | Кубок Центральної Європи 1948-1953 | -    |          |
| Усього    |       | Матчів    | 1         |          | Голів                              | 0    |          |